# 安藝國
安藝國（日语：〔〕／ Akinokuni */?），日本古代的令制國之一，屬山陽道，又稱藝州。安藝國的領域大約為現在廣島縣的西部。

## 守護

### 鎌倉幕府
- 1189年－?：武田信光?
- 1196年－1221年：宗孝親
- 1231年－?：武田信光
- 1235年－?：藤原親實
- 1270年－1276年：武田信時
- 1293年－?：名越宗長

### 室町幕府
- 1335年－1345年：武田信武
- 1345年－1368年：武田氏信
- 1371年－1390年：今川貞世
- 1392年－1394年：細川賴元
- 1394年－1400年：澀川滿賴
- 1404年－1406年：山名滿氏
- 1406年－1411年：山名熙重
- 1418年－1419年：山名教孝
- 1429年－1433年：山名時熙
- 1433年－1454年：山名持豐
- 1454年－?：山名教豐
- 1462年－1475年：山名是豐
- 1475年－?：山名政豐

## 郡
- 沼田郡
- 賀茂郡
- 安藝郡
- 佐伯郡
- 山縣郡
- 高宮郡
- 高田郡
- 豐田郡

## 相關項目
- 日本令制國列表